# Dihydrolipoyl-Dehydrogenase
Die Dihydrolipoyl-Dehydrogenase (DLDH, E3, Protein L) ist das Enzym in allen Lebewesen, das die Dehydrierung von Dihydroliponamid katalysiert. Als Untereinheit E3 des Pyruvat-Dehydrogenase-Komplexes (PDC) und des α-Ketoglutarat-Dehydrogenase-Komplexes ist sie unentbehrlich für die Aufrechterhaltung der Glykolyse und des Citratzyklus. Als Untereinheit E3 des Verzweigtkettige-α-Ketosäuren-Dehydrogenase-Komplexes (BCKD) ist sie notwendig zum Abbau der Aminosäuren Valin, Leucin und Isoleucin. Außerdem ist DLDH Bestandteil des Glycine-Cleavage-Systems, eines Enzymkomplexes in einem Abbauweg von Glycin. Mutationen im DLD-Gen können zu DLDH-Mangel und dieser zur Ahornsirupkrankheit Typ III und zum Leigh-Syndrom führen.
DLDH und Dihydroliponamid sind zusammen in der Lage, S-Nitrosogruppen an Proteinen zu denitrosieren, eine Aufgabe, die normalerweise von Thioredoxin übernommen wird. DLDH kann außerdem Nitrogruppen an DNA und Proteinen zum Amin reduzieren und ist so Teil des Metabolismus reaktiver Stickstoffspezies.